# 西尾桃
西尾 桃（にしお もも、2000年8月19日 - ）は、読売テレビのアナウンサー。

## 来歴・人物
兵庫県宝塚市出身。神戸女学院中学部・高等学部を経て、大阪大学経済学部を卒業。
2023年に読売テレビにアナウンサーとして入社。入社同期は渡邊幹也。
大学時代にセイアカデミーに通っていた。特技は歌。趣味はカラオケ、ゲーム、eスポーツ観戦、アニメ鑑賞、万年筆の書写。特にゲームは幼少時から好んでおり、読売テレビアナウンサーのYouTubeチャンネル「読売テレビアナウンサーチャンネル」でも配信ライブを行うこともある。
2025年3月31日より『情報ライブ ミヤネ屋』（読売テレビ制作）にて、先輩の澤口実歩からバトンタッチを受けて第5代目アシスタントとして登板。それに伴い『かんさい情報ネットten.』の月曜サブキャスターを降板。また『ウェークアップ』は番組自体が終了するため自動的に降板となる。

## 出演

### 現在の出演番組
- す・またん!（2024年2月20日 - ）- 佐藤佳奈の代役出演、2024年4月改編より隔週金曜日の現地中継リポーターとしてレギュラー出演。
- 情報ライブ ミヤネ屋（2025年3月31日 - ） - 5代目アシスタントMC[4] 月 - 木曜日
- NNN 各種ローカルスポットニュース（不定期、『NNNストレイトニュース』など）

### 過去の出演番組
- ウェークアップ（2023年10月7日 - 2025年3月29日） - 中継リポーター
- かんさい情報ネットten.（2024年4月1日 - 2025年3月24日）- 月曜サブキャスター